# 1760년대
1760년대는 1760년부터 1769년까지를 가리킨다.